# Szahara (film, 1995)
A Szahara (eredeti címe: Sahara vagy Desert Storm) 1995-ben bemutatott amerikai-ausztrál háborús vígjáték, Brian Trenchard-Smith rendezésében. A története a második világháborúban zajlik, Észak-Afrikában. A film főszereplői James Belushi, Alan David Lee és Simon Westaway. Korda Zoltán Szahara (1943) című filmjének a remake-je.

## Történet
1942 júniusában vagyunk, amikor Németország és a szövetségesek Észak-Afrikában harcolnak egymással. A németek által már megnyert csata után, három amerikai katona megpróbál elmenekülni a helyszínről egy M3 Lee tankkal. Előtte még Joe Gunn őrmester (James Belushi) egy új alkatrészt szerez kedvenc tankjának, Lulu Belle-nek. A rádióban azt hallják, hogy észak, kelet és nyugat már a németek kezén van, ezért ők délnek indulnak el. Kis idő után egy lerombolt katonai kórházhoz érnek ahol hat túlélővel – négy angollal, egy franciával és egy ausztrállal – találkoznak. Közülük Halliday kapitány (Jerome Ehlers) katonai orvos a legmagasabb rangú tiszt. Kis beszélgetés után Gunn őrmester és két embere továbbindulnak de előtte még Halliday kapitány is úgy dönt, hogy embereivel csatlakozik hozzájuk.
Egy idő után megállnak útközben, hogy pihenőt tartsanak. Mivel vízhiányban vannak, ezért az őrmester kiadja a parancsot, hogy mennyit ihatnak a meglévő tartalékból. Bates közlegény (Alan David Lee) szerint Tobrukba kellene menniük de az őrmester dél felé folytatja az utat. Mielőtt elindulnak a távolban észrevesznek két embert. Leroux közlegény (Michael Massee), más néven Franci jelez nekik egy lövéssel. Kiderül, hogy egyikük Tambul törzsőrmester a brit szomáli hadsereg altisztje, a másik pedig egy olasz hadifogoly, Giuseppe.
Mivel a csapat vízhiányban van, ezért megkérik Tambult, hogy vezesse el őket a legközelebbi kúthoz ami Hassan Barani-ban van. Gunn őrmester először nem akarja magukkal vinni Giuseppet, végül aztán magukkal viszik. Amint megérkeznek a kúthoz, kiderül, hogy az teljesen kiszáradt. Így keresniük kell egy másikat. Tambul elmondja, hogy a legközelebbi kút Bir-Acroma romjainál van. Mielőtt elindulnak, észreveszik, hogy a levegőben közeledik egy német vadászgép ami meg is támadja Lulu Belle-t. Három támadást indít ellenük, végül Gunn őrmester lelövi a gépet. A pilóta még a levegőben kiugrik a gépből és életben marad. Négyen odamennek hozzá és foglyul ejtik a pilótát, Von Schletow kapitányt. Találnak nála egy levelet, amiben az áll, hogy a németek már elfoglalták Tobrukot. Azonnal visszahívják őket a tankhoz mivel kiderül, hogy a csapat egyike, Clarkson megsérült mivel a támadás során eltalálta egy golyó. Rögtön elindulnak a kúthoz mivel a sérültnek nagyon hamar kell vizet kapnia.
Amint odaérnek a romokhoz, be kell húzódniuk az ott levő épületbe mivel erős homokvihar tombol. A vihar után azonnal kimennek és megpróbálják megkeresni a kutat. Franci pedig továbbra is bent őrzi a foglyokat. Tambul találja meg. Fentről nézve úgy látják, hogy ez is ki van száradva. Tambul lemászik a mélyébe és észreveszi, hogy csepereg a víz. Azonnal szól a többieknek, akik ledobnak egy kis edényt és ő abban gyűjti a vizet. Amint megtelik az edény, felhúzzák és ismét isznak egy kevés vizet. Visznek be Clarksonnak is de ő végül meghal. Közben egy arab segítségével a Von Falken őrnagy vezette század is elér Hassan Barani-hoz. Amint meglátják, hogy a kút kiszáradt, az őrnagy az arabot és néhány katonáját elküldi Bir-Acroma-hoz, hogy nézzék meg ott mi a helyzet. Gunn őrmester és csapata közben az épületben pihenget. Meghallják, hogy valakik közelednek és észreveszik, hogy németek. Megtámadják őket és két katonán kívül mindenkit megölnek. A két túlélő közül az egyiktől megtudják, hogy a század is vízhiányban van és már nincsenek nagy fegyvereik. Mindkettőt visszaküldik és azt üzenik az őrnagynak, hogy ha idejönnek akkor tárgyalnak velük.
Mielőtt odaér a század, ők eldöntik, hogy itt maradnak és felveszik velük a harcot. Azért, hogy ne zavarják meg ezek a katonák sem az el-Alamein-nél újra harcba szálló szövetséges katonákat. Amint odaérnek a németek meg is támadják az őrmestert és csapatát. Az első támadást simán visszaveri a csapat, rengeteg német katonát ölnek meg. Ők is elvesztik egy társukat, Casey-t. A támadás után jön az őrnagy és tárgyalni akar velük. Viszont Gunn őrmesterrel nem egyezik meg. Mielőtt még újra támadnának, néhány ott maradt katona megöli Williams-et is. A második támadást már jóval nehezebben de ismét sikerül visszaverniük. Ismét vesztenek társakat. A német fogoly megszökik tőlük és el akar jutni a sajátjaihoz. Tambul utána fut, elkapja és meg is öli. Viszont amikor visszajön megölik őt is, ahogy Doyle közlegényt is lelövik. A németek ismét visszavonulnak és ismét jön tárgyalni az őrnagy. Most Franci megy oda hozzá beszélni és végül megöli őt. Ahogy visszafut, az ott maradt katonák őt is megölik. Jön az utolsó támadás. Előtte kisebb rakétákat lőnek a csapatra. Ezek közül az egyik pontosan Waco közlegény mellett robban fel. Súlyosan megsérül. Halliday kapitány és Gunn őrmester beviszik őt az épületbe, utána az őrmester ismét kimegy harcolni mivel már csak Bates tartja a frontot. A következő rakéta pedig az épület tetején csapódik be és ezzel mindkét bentlevő társuk meghal. Ezek után már csak ketten maradnak. Rövid időn belül ismét becsapódik egy rakéta a közelben, a kutat találja el. Észreveszik, hogy jön az egész német század és ők elkezdik lőni a németeket. Viszont azt veszik észre, hogy a németek nem lőnek vissza mert mindenki a feje felett tartja a fegyverét. Kiderül, hogy a németek már annyira szomjasak, hogy inkább megadják magukat de ihassanak végre. Oda is engedik őket és ekkor derül ki, hogy az előbb becsapódó rakéta megnyitotta a forrást és a kút megtelt vízzel. Amíg a németek isznak, Bates összeszedi a fegyvereket. Végül ahogy mindketten fent ülnek Lulu Belle-en és azon gondolkoznak mit is fognak kezdeni ennyi fogollyal, a távolban autók tűnnek fel. Megijednek, hogy ezek is németek de végül kiderül, hogy egy brit egység, a gépesített sivatagi őrjárat.

## Szereplők
| Színész             | Szerep                | Leírás                                                                         | Magyar hangok    |
| ------------------- | --------------------- | ------------------------------------------------------------------------------ | ---------------- |
| James Belushi       | Joe Gunn őrmester     | Az amerikai gépesített hadosztály tisztje, Lulu Belle parancsnoka              | Kőszegi Ákos     |
| Jerome Ehlers       | Halliday kapitány     | Angol katonai orvos. A csapat legnagyobb rangú tisztje                         | R. Kárpáti Péter |
| Robert Wisdom       | Tambul törzsőrmester  | Brit szomáliai hadsereg tisztje. Ő ismeri legjobban a sivatagot.               | Galambos Péter   |
| Alan David Lee      | Osmond Bates          | Angol katona. Ő és Gunn őrmester élik túl a támadásokat.                       | Csuja Imre       |
| Mark Lee            | Jimmy Doyle           | Amerikai katona. Gunn őrmester egyik embere.                                   | Szerényi Zoltán  |
| Paul Empson         | Waco Hoyt             | Amerikai katona. Gunn őrmester másik embere.                                   | Epres Attila     |
| Simon Westaway      | Marty Williams        | Ausztrál katona, a csapat egyik tagja.                                         | Felföldi László  |
| William Upjohn      | Casey                 | Angol katona. Az első aki meghal a támadások során.                            | Győri Péter      |
| Michael Massee      | Leroux                | Francia katona, aki mindenben Gunn őrmester mellett áll. Beceneve "Franci".    | Várkonyi András  |
| Todd MacDonald      | Mike Clarkson         | A csapat legfiatalabb tagja, aki már útközben meghal Von Schletow támadásakor. | Csőre Gábor      |
| Julian Garner       | Von Schletow kapitány | A német Luftwaffe pilótája, aki útközben a csapatra támad                      | Korognai Károly  |
| Angelo D'Angelo     | Giuseppe              | Olasz hadifogoly                                                               |                  |
| Alexander Petersons | Von Falken őrnagy     | Egy német század parancsnoka akik vízhiány miatt megtámadják a csapatot        |                  |